# Clásica de Almería 2025
La Clásica de Almería 2025, quarantesima edizione della corsa e valevole come terza prova dell'UCI ProSeries 2025 categoria 1.Pro, si svolse il 16 febbraio 2025 su un percorso di 189,1 km, con partenza da Puebla de Vícar e arrivo a Roquetas de Mar, in Spagna. La vittoria fu appannaggio del belga Milan Fretin, il quale completò il percorso in 4h25'47", alla media di 42,689 km/h, precedendo il tedesco Max Kanter ed il francese Émilien Jeannière.

## Squadre e corridori partecipanti
| N.    | Cod. | Squadra                |
| ----- | ---- | ---------------------- |
| 1-7   | Q36  | Q36.5 Pro Cycling Team |
| 11-17 | TUD  | Tudor Pro Cycling Team |
| 21-27 | LOT  | Lotto                  |
| 31-37 | IWA  | Intermarché-Wanty      |
| 41-46 | COF  | Cofidis                |
| 51-57 | TEN  | TotalEnergies          |
| 61-67 | ARK  | Arkéa-B&B Hotels       |
| 71-77 | MOV  | Movistar Team          |
| 81-87 | EUS  | Euskaltel-Euskadi      |
| 91-97 | JAY  | Team Jayco AlUla       |

| N.      | Cod. | Squadra                       |
| ------- | ---- | ----------------------------- |
| 101-107 | BBH  | Burgos-Burpellet-BH           |
| 111-117 | XAT  | XDS Astana Team               |
| 121-127 | CJR  | Caja Rural-Seguros RGA        |
| 131-137 | PTV  | Team Polti VisitMalta         |
| 141-147 | EKP  | Equipo Kern Pharma            |
| 151-157 | TFB  | Team Flanders-Baloise         |
| 161-167 | IBA  | Illes Balears Arabay Cycling  |
| 171-177 | VBF  | VF Group-Bardiani CSF-Faizanè |
| 181-187 | TFB  | Team Flanders-Baloise         |
| 191-197 | ATI  | Anicolor-Tien 21              |

## Ordine d'arrivo (Top 10)
| Pos. | Corridore         | Squadra       | Tempo    |
| ---- | ----------------- | ------------- | -------- |
| 1    | Milan Fretin      | Cofidis       | 4h25'47" |
| 2    | Max Kanter        | XDS           | s.t.     |
| 3    | Émilien Jeannière | TotalEnergies | s.t.     |
| 4    | Arnaud De Lie     | Lotto         | s.t.     |
| 5    | Giovanni Lonardi  | Polti         | s.t.     |
| 6    | Fabian Lienhard   | Tudor         | s.t.     |
| 7    | Alberto Dainese   | Tudor         | s.t.     |
| 8    | Manuel Peñalver   | Polti         | s.t.     |
| 9    | Iúri Leitão       | Caja Rural    | s.t.     |
| 10   | Orluis Aular      | Movistar      | s.t.     |